# کاسویا، فوکوئوکا
کاسویا، فوکوئوکا (به لاتین: Kasuya, Fukuoka) یک منطقهٔ مسکونی در ژاپن است که در استان فوکوئوکا واقع شده‌است. کاسویا  ۳۶٬۶۴۶ نفر جمعیت دارد.